# Wally Schirra
Walter Marty Schirra, Jr. (12. března 1923 Hackensack, New Jersey, USA – 3. května 2007 La Jolla, Kalifornie) byl americký zkušební pilot a astronaut, jeden z původní sedmičky astronautů vybraných v rámci prvního amerického pilotovaného kosmického programu Mercury. Byl jediným Američanem, který absolvoval lety v kosmických lodích programů Mercury, Gemini a Apollo. Během tří letů strávil 295 hodin a 15 minut na oběžné dráze Země.

## Život

### Mládí a výcvik
Narodil se do rodiny letců. Jeho prarodiče z otcovy strany pocházeli z Bavorska a Švýcarska, ale původně pocházeli ze Sardinie (přesněji z Ghilarzy). Schirrův otec, Walter M. Schirra starší (1893–1973), který se narodil ve Filadelfii, vstoupil do kanadského královského letectva během první světové války a létal na bombardovacích a průzkumných misích nad Německem. Po válce vystupoval jako letecký kaskadér na okresních akcích v New Jersey. Schirrova matka, Florence Shillito Schirra (rozená Leach; 1898–1982), chodila na manželovy bouřlivé výlety a předváděla kousky s chůzí po křídlech.
Walter měl hodně příbuzných a sestru Zuzanu. Rád lyžoval a závodil v autech. Po základní škole absolvoval střední a pak začal studovat strojní fakultu na New Jersey Institute of Technology v Newarku a v roce 1941 námořní akademii United States Naval Academy v Annapolisu. Ukončil ji roku 1945. Jako aktivní pilot narukoval k 7.americké námořní flotile v Tichomoří a bojoval i v korejské válce. Zúčastnil se více než stovky bojových letů. Po této válce se vrátil do USA, sloužil jako pilot základny v Kalifornii. Od roku 1954 byl zkušebním letcem a pak se rozhodl stát se kosmonautem. Byl ženatý a měl dvě děti.

### Lety do vesmíru
S kosmickou lodí Sigma 7 při misi odstartoval s kosmodromu na mysu Canaveral k devítihodinovému letu v říjnu 1962. Jednalo se o sedmý let člověka do vesmíru v rámci programu Mercury s nosnou raketou Atlas. Přistál na hladině Tichého oceánu.
O tři roky později letěl ze stejného kosmodromu v kosmické lodi Gemini 6A. Kolegou mu byl Thomas Stafford. Jednalo se o skupinový let, protože společně s nimi byla na orbitě loď Gemini 7. Po jednom dni a 16 obletech Země přistáli v Tichém oceánu.
O další tři roky vzlétl potřetí do kosmu a bylo to naposled. V rámci programu Apollo řídil loď Apollo 7 na oběžné dráze Země. Spolu s ním letěli Donn Eisele a Walter Cunningham. Během letu vykonali celou řadu zkoušek jako nutnou podmínku pokračování programu lety k Měsíci. Po 11 letových dnech přistáli v Atlantském oceánu.
- Mercury-Atlas 8 (3. října 1962)
- Gemini 6A (15. prosince 1965 – 16. prosince 1965)
- Apollo 7 (11. října 1968 – 22. října 1968)

### Po letech
Z NASA i námořnictva brzy odešel a přijal místo předsedy společnosti Regeney Investors v Denveru, podepsal několik smluv na vystupování v televizi a také se stal komentátorem řady dalších letů pro společnost Colombia. V roce 1986 byl v Ohiu zapsán do National Aviation Hall of Fame (Národní letecká síň slávy). Zemřel na srdeční infarkt 3. května 2007 ve věku 84 let v nemocnici Scripps Green v kalifornském městě La Jolla.